# Dennis Politic
Dennis Politic (Brașov, 5 de marzo de 2000) es un futbolista rumano que juega en la demarcación de extremo para el FCSB de la Liga I.

## Selección nacional
Tras jugar en las categorías inferiores de la selección, finalmente hizo su debut con la selección de Rumania el 24 de marzo de 2025 en un encuentro de clasificación para la Copa Mundial de Fútbol de 2026 contra San Marino que finalizó con un resultado de 1-5 a favor del combinado rumano tras un gol de Samuele Zannoni para San Marino, y de Mihai Popescu, Răzvan Marin, Ianis Hagi, Denis Alibec y un autogol de Michele Cevoli para Rumania.

## Clubes
| Club                        | País       | Año       | Partidos | Goles |
| --------------------------- | ---------- | --------- | -------- | ----- |
| Salford City F. C. (cedido) | Inglaterra | 2018-2019 | 11       | 2     |
| Bolton Wanderers F. C.      | Inglaterra | 2019-2021 | 30       | 5     |
| Port Vale F. C. (cedido)    | Inglaterra | 2021      | 16       | 5     |
| U. S. Cremonese             | Italia     | 2022      | 3        | 0     |
| Port Vale F. C. (cedido)    | Inglaterra | 2022-2023 | 29       | 7     |
| F. C. Dinamo de Bucarest    | Rumania    | 2023-2025 | 63       | 14    |
| FCSB                        | Rumania    | 2025-     | 1        | 1     |

## Palmarés

### Títulos nacionales
| Título               | Club | País    | Año  |
| -------------------- | ---- | ------- | ---- |
| Supercopa de Rumania | FCSB | Rumania | 2025 |